# Johnny Brittain
John Victor "Johnny" Brittain (Wombourne, 27 december 1931 – Staffordshire, 7 maart 2019) was een Engels trial- en endurorijder. Zijn vader Vic Brittain was ook een beroemd trialrijder en winnaar van de British Experts Trial in 1936 en 1938.

## Biografie
Oorspronkelijk rijdend voor DMW en vervolgens James motorfietsen, versloeg Brittain de drie James Works-renners in zijn eerste International Six Days Trial (ISDT) in de 125cc-klasse. Hij reed vervolgens voor Royal Enfield op de Royal Enfield Bullet 350cc. 1950 was zijn eerste volledige seizoen op de Bullet, op de zeer jonge leeftijd van achttien, toen hij een gouden medaille won in de ISDT die datzelfde jaar in Wales werd gehouden, evenals de eerste klas Gold Award in de Scottish Six Days Trial, een endurancerit van negenhonderd mijl.
In totaal won Brittain meer dan 50 merk-gesponsorde kampioenschappen. Deze overwinningen omvatten onder andere de zware Scott en British Experts trials, die hij tweemaal won. In 1956 won hij de ACU-ster en werd hij tweede of derde in verschillende andere competities. Brittain nam gedurende vijftien opeenvolgende jaren deel aan de International Six Days Trials en won 13 gouden medailles. Hij was lid van het laatste Britse team dat erin slaagde het evenement in 1953 in Tsjecho-Slowakije te winnen.
Hij evenaarde ook het succes van zijn vader Vic bij de British Experts Trial en won na het voltooien van twee 30 mijlen rondes van de baan in Stroud, Gloucestershire in zware weersomstandigheden.
John Brittain overleed in maart 2019.